# Ampittiini
Los ampitiínos (Ampittiini) son una tribu de lepidópteros ditrisios de la subfamilia Hesperiinae  dentro de la familia Hesperiidae.

## Géneros
- Ampittia